# Peter Pan (Schiff, 1974)
Die Peter Pan war ein Fährschiff der seinerzeit in Hamburg ansässigen Reederei TT-Linie (später TT-Saga-Line) und zwischen 1974 und 1986 als zweites Schiff mit dem Namen dieser Romanfigur bei der TT-Linie im Dienst, daher wird sie zur internen Unterscheidung auch als Peter Pan (II) bezeichnet.

## Geschichte

### Peter Pan(1974–1986)
Wenige Jahre nachdem die damalige, noch in Hamburg ansässige Reederei den Fährverkehr zwischen Travemünde und dem südschwedischen Trelleborg aufnahm, zeichnete sich ab, dass die bis dahin eingesetzten Fähren der stark gestiegenen Nachfrage nicht mehr gewachsen waren. So entschloss sich die TT-Linie im Dezember 1972 dazu, bei der Werft Nobiskrug in Rendsburg ein neues Fährschiff in Auftrag zu geben. Eigens für diesen bis dahin größten Neubau musste das der Werft gegenüberliegende Flussufer ausgebaggert werden. Der Stapellauf erfolgte noch im Rohbau ohne Aufbauten. Taufpatin der Peter Pan war die damals zwölfjährige Julie Francis, eine Patientin des Great Ormond Street Hospitals in London – jenem Kinderkrankenhaus, dem der Autor Peter Pans, James Matthew Barrie, alle Verwertungsrechte an seinem Roman übertrug.
Die Peter Pan war 149 m lang, 12.600 BRT groß und konnte anfänglich 1600 Passagiere, davon 710 in Kabinen aufnehmen, der Rest war für die Deckpassage vorgesehen, wobei auf Nachtüberfahrten Kabinenpflicht bestand. Das Wagendeck fasste 470 PKW oder 45 LKW, wobei die PKW auf zwei Ebenen in teilbaren Hängedeck-Sektionen untergebracht werden konnten.
In den ersten Einsatzjahren dürften die Peter Pan und das 1975 abgelieferte, nahezu baugleiche Schwesterschiff Nils Holgersson mit knapp 12.600 BRT mit zu den weltgrößten Fährschiffen gezählt haben; üblicherweise hatten derartige Fähren aus dieser Bauzeit etwa nur zwei Drittel der Kapazität, so auch die 1975 vom späteren Kooperationspartner Saga Linjen eingesetzte, auf derselben Werft gebaute Nils Dacke. Auch war die Peter Pan für ein Fährschiff außergewöhnlich komfortabel eingerichtet: Erstmals in dem Einsatzgebiet verfügten alle Kabinen (auch im unteren Zwischendeck) über eigene Duschen und WC, üblich waren derzeit Gemeinschaftswaschräume, auch für Kabinen auf Deck. Die Bordgastronomie mit mehreren Restaurants war auf einem eigens dafür vorhandenem Deck, dem Restaurantdeck untergebracht.
Die Reederei wollte schon damals nicht nur auf einfache Fährbeförderung setzen, sondern in der Schiffstouristik zusätzliche Passagiere für Mini-Kreuzfahrten gewinnen. Die damaligen Prospekte bewarben daher eine Vielzahl solcher Tagestouren auf der Stammstrecke mit aufwendiger Bordunterhaltung. Auch im Veranstaltungsbereich bewarb die Reederei ihr neues Schiff für Konferenzen, Tagungen und Feiern. Hierzu konnten zwischen dem großen Hansa-Restaurant und der Bar mittels Faltwänden Konferenzzimmer abgetrennt werden. Außergewöhnlich war auch der offene Swimmingpool auf dem Sonnendeck. Besonders letzter war dafür gedacht, die Peter Pan in der Nebensaison als Kreuzfahrtschiff im Mittelmeer einzusetzen. Ein zweiter Pool befand sich unterhalb des Autodecks im oberen Zwischendeck neben einer Sauna, Solarien, Fitnessräumen und einer Diskothek. Bis zu Beginn der 1980er Jahre bot die TT-Linie – vorwiegend in der Ostsee – neben dem Linienverkehr auch echte Kreuzfahrten an. Das dafür nicht benötigte Autodeck konnte so als Freizeitdeck für Sportaktivitäten genutzt werden.

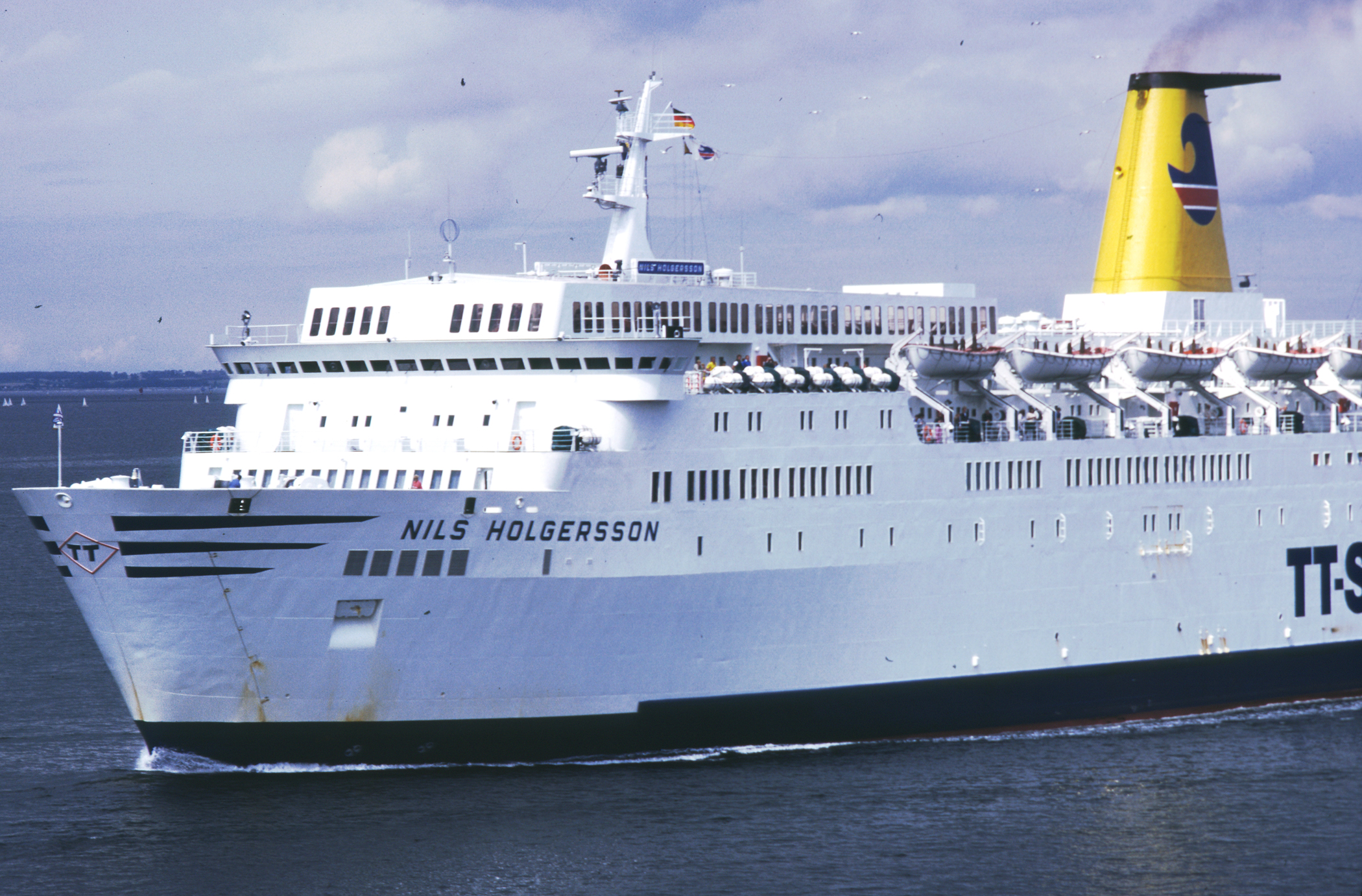
Das bis auf das größere Sonnendeck mit der Peter Pan baugleiche Schwesterschiff Nils Holgersson

1981 kam es zum Zusammenschluss zwischen der TT-Linie und der schwedischen Saga-Linjen zur TT-Saga-Line. Entsprechend änderte man den Anstrich an den gemeinsamen Poolpartner-Schiffen auf das neue Logo. Zwischenzeitlich kamen aufgrund des gestiegenen Frachtaufkommens die ersten Trailerfähren zum Einsatz. Die bisherigen Fahrplanverbindungen nach Malmö und Helsingborg wurden zwei Jahre später aufgegeben und im September 1984 wurde das Schwesterschiff Nils Holgersson (III) nach Tasmanien verkauft, so dass der TT-Saga-Line mit der Peter Pan neben den Kombifähren nur noch ein einziges Passagierschiff zur Verfügung stand. Der Zeitraum von fast drei Jahren wurde mit verschiedenen Charterschiffen überbrückt. So kam es noch mal zu einem Einsatz der früheren TT-Saga-Fähre Gustav Vasa, die dann als Norröna für mehrere Monate von der färöischen Reederei Smyril Line an TT zurück verchartert wurde und heute noch als Missionsschiff Logos Hope verkehrt.

### Robin Hood(1986–1987)
Im Januar 1986 wurde die Peter Pan in Robin Hood umgetauft, um damit den Taufnamen für ihre 1986 bei SSW gebaute Nachfolgerin Peter Pan (III, heute: Princess Seaways) freizumachen. Im selben Jahr firmierte die TT-Saga-Line zur heutigen TT-Line. Somit erhielt das Schiff den heute noch aktuellen Anstrich mit gelb-blauem Logo.

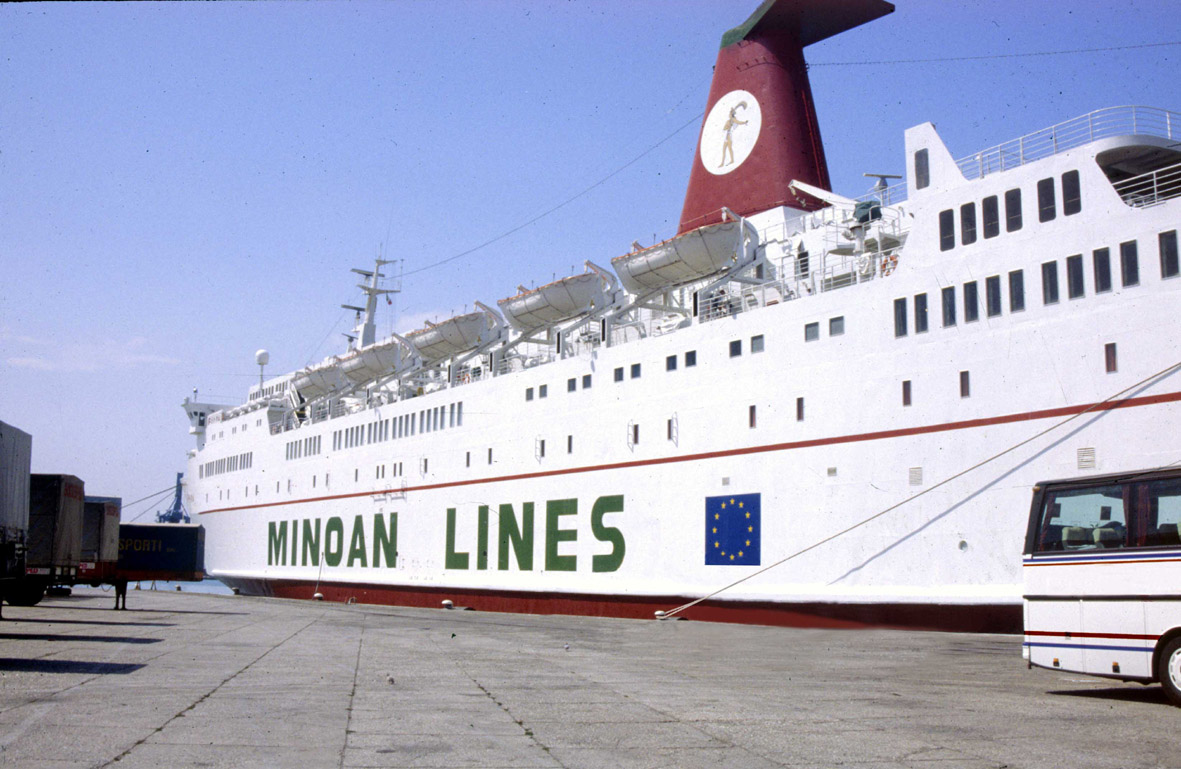
Als Fedra im Hafen von Ancona 1992

### Fedra(1987–2004)
Mit der Ablieferung der zweiten „Jumbofähre“, der Nils Holgersson (IV), im März 1987, wurde das Schiff an die griechische Minoan Lines veräußert und in Fedra umbenannt. Eingesetzt wurde sie in der Adria mit mehrfach wechselnden Zielen zwischen Italien und Griechenland.
Im Winter 1992/93 charterte die TT-Line das Schiff kurzzeitig zurück, um die Einsatzlücke zwischen der recht kurzfristig veräußerten Nils Holgersson (IV) und den kommenden Neubauten zu schließen. Aufgrund von Sicherheitsbedenken der schwedischen Seeberufsgenossenschaft kam es zu einer mehrtägigen Verzögerung beim Einsatz. Im April 1993 gab die TT-Line das Schiff wieder in die Ägäis zurück. Hier kam es auch zu einem gemeinsamen Einsatz mit ihrem Schwesterschiff, der ehemaligen Nils Holgersson (III), die als Theofilos noch bis 2013 für die NEL-Lines im Einsatz war.

### Guido(2004)
Im November 2004 wurde die Fedra an El Salam Maritime nach Ägypten verkauft und unter Panama-Flagge als Guido registriert. 

### Ouzoud(2004–2010)
Als das Schiff im Dezember 2004 erneut bei Comanav in Charter ging, erfolgte die Umbenennung in Ouzoud (benannt nach den gleichnamigen, marokkanischen Ouzoud-Wasserfällen). Es folgten weitere Einsätze im Mittelmeergebiet, zeitweise war das Schiff an Hellas-Ferries und Cotunav verchartert und zwischen Genua und Tanger im Einsatz.

### Winner 8(2010)
Im Januar 2010 wurde das Schiff für 330.000 US-Dollar an einen indischen Abwracker verkauft. Für die letzte Fahrt wurde das Schiff in Winner 8 umbenannt und dem karibischen Inselstaat St. Kitts und Nevis umgeflaggt, Heimathafen wurde Basseterre. Am 15. April 2010 erreichte das Schiff Bhavangar, am 16. April 2010 erreichte das Schiff die Abwrackwerften bei Alang und wurde drei Tage später auf den Strand gesetzt. Wenige Tage später folgte ihr die ebenfalls von TT-Saga-Line eingesetzte Nils Dacke von 1975.